# Manuel Dianderas Gonzales
Manuel Dianderas Gonzales fue un periodista y político peruano. Fue impresor del diario cacerista "El Eco de Junín" hacia la época de la Guerra del Pacífico. 
Fue alcalde de Cerro de Pasco en 1879 junto con Miguel E. Torres. Durante los últimos años de la campaña de la Breña en el marco de la Guerra del Pacífico, Dianderas fue nombrado por el General Andrés A. Cáceres como prefecto del departamento de Junín en reemplazo de Andrés Trujillo que fue nombrado por Miguel Iglesias pero rechazado por el pueblo del departamento por considerarlo traidor ante la intención de Iglesias de negociar la paz con Chile a través de un tratado en el que reconozca la cesión territorial de las provincias de Arica y Tarapacá.
Volvería a ocupar el cargo de alcalde de manera individual en 1886 dejándolo luego cuando fue elegido como diputado por la provincia de Pasco que en ese entonces pertenecía al departamento de Junín. Fue reelegido para este mismo cargo en 1889 y lo ocupó hasta 1891. Ese mismo año volvió a ocupar el cargo de alcalde de Cerro de Pasco hasta 1892. En 1896 fue elegido como senador por el departamento de Junín hasta 1902.